# IC 2711
IC 2711 је појединачна звијезда у сазвјежђу Лав која се налази на листи објеката дубоког неба у Индекс каталогу.
Деклинација објекта је + 13° 44' 23" а ректасцензија 11h 18m 46,6s.